# Bulbophyllum crocodilus
Bulbophyllum crocodilus là một loài phong lan thuộc chi Bulbophyllum.